# هاگورویاما ماساجی
هاگورویاما ماساجی (به ژاپنی: 羽黒山 政司) کُشتی‌گیر سوموی اهل نیگتا در کشور ژاپن است که سی‌وششمین کشتی‌گیر دارای رتبهٔ یوکوزونا محسوب می‌شود. وی در سال ۱۹۴۱ میلادی به این مرتبه ارتقا یافت و در سال ۱۹۵۳ میلادی بازنشست شد. هاگورویاما ماساجی توانست ۷ بار قهرمان (یوشو) مسابقات سومو شود.